# Poker Face (sèrie de televisió)
Poker Face és una sèrie de televisió estatunidenca de comèdia dramàtica i ficció criminal creada per Rian Johnson per al servei de reproducció en línia Peacock. La primera temporada consta de 10 episodis i va estrenar-se el 26 de gener de 2023. Al febrer de 2023, la sèrie es va renovar per a una segona temporada.

## Argument
La sèrie se centra en la Charlie Cale, una treballadora del casino Frost amb una capacitat innata per detectar mentides, que recorre el llarg i ample dels Estats Units fugint del cap de seguretat del casino on treballava després de la mort sospitosa de la seva millor amiga i companya de feina. Durant aquesta fugida per no ser localitzada pel cap de seguretat del casino, es va trobant involucrada sense voler-ho en homicidis que acaba resolent.

## Repartiment

### Principal
- Natasha Lyonne com a Charlie Cale, cambrera del casino Frost.
- Benjamin Bratt com a Cliff LeGrand, cap de seguretat del casino Frost.

### Secundari
- Adrien Brody com a Sterling Frost Jr., gerent i fill de l'amo del casino Frost.
- Dascha Polanco com a Natalie Hill, la millor amiga de la Charlie que també treballa al casino.
- Noah Segan com el xèrif Parker de Laughlin, Nevada
- Ron Perlman com a Sterling Frost Sr., el pare de l'Sterling Frost i amo del casino.
- Hong Chau com a Marge, una solitària camionera que fa amistat amb la Charlie.
- Megan Suri com a Sara, una treballadora d'una botiga a l'abast que tant en Jed com en Damian estan enamorats.
- Colton Ryan com a Jed, un mecànic inestable.
- John Ratzenberger com a Abe, l'oncle i cap del Jed.
- Brandon Michael Hall com a Damian, un amable treballador d'un establiment Subway.
- Lil Rel Howery com a Taffy Boyle, copropietari i cara visible del popular restaurant de barbacoa Taffy's.
- Danielle Macdonald com a Mandy Boyle, cunyada del Taffy que treballa al Taffy's.
- Larry Brown com a George Boyle, copropietari i xef del restaurant Taffy's amb qui la Charlie es fa amiga.
- Shane Paul McGhie com a Austin/Hanky T. Pickins, locutor d'una emissora de ràdio avorrit amb talent per a la imitació de veus.
- Chloë Sevigny com a Ruby Ruin, líder i vocalista de la banda de metal Doxxxology, que lluita desesperadament per trobar un nou èxit.
- Nicholas Cirillo com a Gavin, bateria i gran fan de Doxxxology.
- Chuck Cooper com a Deuteronomi, roadie de la banda.
- John Darnielle com Al, guitarrista de Doxxxology.
- G.K. Umeh com Eskie, baixista de Doxxxology.
- Judith Light com a Irene Smothers, resident d'una residència de jubilats i millor amiga de la Joyce.
- Reed Birney com a Ben/Gabriel, nou resident de la residència i amb el qual la Joyce i la Irene es varen conèixer en un passat.
- Simon Helberg com a Luca Clark, agent de l'FBI que es fa passar pel nebot del Ben.
- Ellen Barkin com a Kathleen Townsend, actriu amb una carrera esvaïda que té un feu de llarga durada amb Michael.
- Tim Meadows com a Michael Graves, actor retirat que té un feu de llarga durada amb la Kathleen.
- Audrey Corsa com a Rebecca, jove tercera actriu de l'obra de la Kathleen.
- Jameela Jamil com a Ava, la rica dona del Michael.
- Tim Blake Nelson com a Keith Owens, un corredor d'edat avançada.
- Charles Melton com a Davis McDowell, jove corredor de qui la Charlie es fa amiga.
- Leslie Silva com aDonna Owens, dona del Keith.
- Angel Desai com a Jean McDowell, la mare del Davis.
- Jasmine Aiyana Garvin com a Katy Owens, filla del Keith i que vol convertir-se en corredora.
- Jack Alcott com a Randy, amic de Davis que l'ajuda amb el seu cotxe.
- Nick Nolte com a Arthur Liptin, cofundador de LAM, una companyia d'efectes visuals de qui la Charlie es fa amiga.
- Cherry Jones com a Laura, cofundadora de LAM.
- Luis Guzmán com a Raoul, arxiver de LAM.
- Rowan Blanchard com a Lily Albern, actriu que va treballar en la primera pel·lícula de LAM.
- Tim Russ com a Max, cofundador de LAM.
- Joseph Gordon-Levitt com Trey Nelson, un home ric en arrest domiciliari per tràfic d'informació privilegiada.
- David Castañeda com a Jimmy Silva, l'amic separat del Trey i que regenta un refugi.
- Stephanie Hsu com a Mortimer "Morty" Bernstein, una rodamón que es creua amb la Charlie.
- Clea DuVall com a Emily Cale, germana separada de la Charlie.
- Rhea Perlman com a Beatrix Hasp, propietària rival del casino Frost.

## Episodis
Primera temporada
| 1  | "Dead Man's Hand"           | Rian Johnson      | Rian Johnson                 | 26 de gener de 2023  |  |  |
|    |                             |                   |                              |                      |  |  |
| 2  | "The Night Shift"           | Rian Johnson      | Alice Ju                     | 26 de gener de 2023  |  |  |
|    |                             |                   |                              |                      |  |  |
| 3  | "The Stall"                 | Iain B. MacDonald | Wyatt Cain                   | 26 de gener de 2023  |  |  |
|    |                             |                   |                              |                      |  |  |
| 4  | "Rest in Metal"             | Tiffany Johnson   | Christine Boylan             | 26 de gener de 2023  |  |  |
|    |                             |                   |                              |                      |  |  |
| 5  | "Time of the Monkey"        | Lucky McKee       | Wyatt Cain i Charlie Peppers | 2 de febrer de 2023  |  |  |
|    |                             |                   |                              |                      |  |  |
| 6  | "Exit Stage Death"          | Ben Sinclair      | Chris Downey                 | 9 de febrer de 2023  |  |  |
|    |                             |                   |                              |                      |  |  |
| 7  | "The Future of the Sport"   | Iain B. MacDonald | Joe Lawson &i CS Fischer     | 16 de febrer de 2023 |  |  |
|    |                             |                   |                              |                      |  |  |
| 8  | "The Orpheus Syndrome"      | Natasha Lyonne    | Natasha Lyonne i Alice Ju    | 23 de febrer de 2023 |  |  |
|    |                             |                   |                              |                      |  |  |
| 9  | "Escape from Shit Mountain" | Rian Johnson      | Nora i Lilla Zuckerman       | 2 de març de 2023    |  |  |
|    |                             |                   |                              |                      |  |  |
| 10 | "The Hook"                  | Janicza Bravo     | Rian Johnson                 | 9 de març de 2023    |  |  |
|    |                             |                   |                              |                      |  |  |

## Producció
El projecte es va anunciar el març de 2021, amb Rian Johnson com a creador, escriptor, director i productor executiu. Johnson va declarar que la sèrie aprofundiria en el tipus de diversió, en el personatge i en la bondat del misteri setmanal que va créixer veient. La sèrie es va inspirar en Columbo, en referència a una "història de detectius invertida". Johnson també va utilitzar les sèries Magnum, P.I., The Rockford Files, Quantum Leap, Highway to Heaven i The Incredible Hulk com a influències per al to de la sèrie. Johnson estava interessat a fer allò de Columbo o fins i tot de Quantum Leap, en que cadascun dels episodis fos una immersió antropològica profunda en un petit racó dels Estats Units i que d'altra manera no es podria veure.

## Localització
Segons el director de la Hudson Valley Film Commission, el rodatge es va establir a Newburgh, Nova York, i es va realitzar entre l'abril i l'octubre de 2022, en localitzacions per tota la vall del Hudson. Almenys un episodi de la sèrie es va rodar a finals d'agost de 2022 a Albuquerque, Nou Mèxic. Es van filmar escenes a l'aire lliure a Laughlin, Nevada, el setembre de 2022, amb el Riverside Resort Hotel & Casino caracteritzat com el fictici Frost Casino.